# トゥドハリヤ2世
トゥドハリヤ2世（Tudhaliya II, ? - 紀元前1355年頃）は、ヒッタイトの大王。

## 事績
紀元前1375年頃に先王アルヌワンダ1世を継いで大王に即位。しかし先王は多くの問題を残していた。外敵の侵入である。
北方のカシュカ族はヒッタイト領内への侵入を繰り返していたが、組織的でないその行動（ゲリラ戦？）に逆に惑わされて有効な手を打てなかった。カシュカ族はマラシャンタ（クズルウルマク）の南のネナッサまで侵入し、首都ハットゥシャまで破壊され、王宮は一時東方のサムハに移転した。病身のトゥドハリヤは優れた軍人であった息子のシュッピルリウマに北方征伐を行わせたが、長らく成果は得られなかった。ハットゥシャ東方のアッジ（あるいはハヤサ）もヒッタイトの中核地を攻撃した。こちらは二度にわたる遠征で降伏させることが出来た。南方のキズワトナは従来のような属国ではなく、よく直接統治が行き届いた。タルフンタラドゥ王が治める西方のアルザワ国はカッパドキア地方のティワヌワ（ティアナ）まで侵入し、エジプト王アメンホテプ3世に娘を差し出して接近を図った。
トゥドハリヤ2世の死期が迫ると、貴族たちは息子のトゥドハリヤ3世に忠誠を誓い次代の大王と認めた。紀元前1355年頃にトゥドハリヤ2世は死んだ。なお以前はトゥドハリヤ1世の前に別の「トゥドハリヤ」という大王がいたとされていたので、この2世が「3世」と呼ばれ、次代の3世と混同されていたが、現在はトゥドハリヤ1世以前の大王「トゥドハリヤ」の存在は否定され、2世と3世も別人とされている。

## ハットゥシリ2世？
以前はトゥドハリヤ2世と3世の間にハットゥシリ2世がいるとされていた。ムワタリ2世とアレッポ王タルミ・シャムッラの間の条約文書で大王「ハットゥシリ」が言及されているが、現在これは実際は何者かの別名あるいは別の時代のハットゥシリ1世のことではないかと言われ、存在が疑問視されている。さらにはハットゥシリ2世をトゥドハリヤ2世の共同統治者とする意見もあり、結論をみていない。

## 文献
- Birgit Brandau, Hartmut Schickert: Hethiter Die unbekannte Weltmacht, Piper, ISBN 3492239781
- Astour, Michael, Hittite History and Absolute Chronology of the Bronze Age (1989)
- Bryce, Trevor, Kingdom of the Hittites (1998)